# Вальтер Малендорф
Вальтер Малендорф (нім. Walter Mahlendorf, нар. 4 січня 1935) — німецький легкоатлет, який спеціалізувався в бігу на короткі дистанції.

## Досягнення
Олімпійський чемпіон-1960 та чемпіон Європи-1958 в естафеті 4×100 метрів.
Ексрекордсмен світу та Європи в естафеті 4×100 метрів.
По закінченні спортивної ар'єри працював директором спортивного комплексу в Бохумі.

## Основні міжнародні виступи
| Рік  | Змагання         | Місто     | Місце | Дисципліна |
| ---- | ---------------- | --------- | ----- | ---------- |
| 1958 | Чемпіонат Європи | Стокгольм | 1     | 4×100 м    |
| 1960 | Олімпійські ігри | Рим       | 6заб4 | 100 м      |
| 1960 | 1                | 4×100 м   |       |            |